# Medaglia del 50° anniversario di episcopato di Leone XIII
La medaglia del 50º anniversario di episcopato di Leone XIII venne istituita da papa Leone XIII nel 1896.
La medaglia venne istituita per commemorare il 50º anniversario di episcopato del pontefice.

## Insegne
La medaglia consisteva in un tondo d'argento riportante sul diritto il volto di Leone XIII rivolto verso sinistra, attorniato dalla legenda "LEO XIII PONT. MAX." e sotto il busto la firma dell'incisore BIANCHI. Il rovescio riportava una fascia con incisa la motivazione della medaglia: "ANNO L AB INITO EPISCOPATV". Al centro nel campo stava la scritta "OLEO SANCTO MEO UNXI EVM - P.S. LXXXXVIII" su quattro righe
Il nastro era giallo con due fasce bianche a lato.